# Mabini (Batangas)
Mabini ist eine philippinische Stadtgemeinde in der Provinz Batangas. Die Gemeinde liegt auf der Halbinsel Calumpang, die die Batangas-Bucht von der Balayan-Bucht trennt. Auf der Halbinsel liegt der Vulkan Panay, der in eine Höhe von 501 Metern aufragt. Mabini ragt durch ihre Lage in die Isla-Verde-Straße hinein, diese gilt als ein Hot Spot der Biodiversität auf den Philippinen und weltweit.
Mabini wurde am 1. Januar 1918 eine eigenständige Gemeinde und war zuvor ein Teil der Gemeinde Bauan. Sie wurde nach dem bekanntesten Sohn der Gemeinde benannt, dem Helden der philippinischen Revolution Apolinario Mabini. Mabini wurde bekannt durch seine Tauch- und Schnorchelplätze.

## Baranggays
Mabini ist politisch in 34 Baranggays unterteilt.
| - Anilao Proper - Anilao East - Bagalangit - Bulacan - Calamias - Estrella - Gasang - Laurel - Ligaya - Mainaga - Mainit - Majuben | - Malimatoc I - Malimatoc II - Nag-Iba - Pilahan - Poblacion - Pulang Lupa - Pulong Anahao - Pulong Balibaguhan - Pulong Niogan - Saguing - Sampaguita | - San Francisco - San Jose - San Juan - San Teodoro - Santa Ana - Santa Mesa - Santo Niño - Santo Tomas - Solo - Talaga Proper - Talaga East |

## Sehenswürdigkeiten

### Anilao
Anilao ist eine Ortschaft bestehend aus den Baranggays Anilao Proper und Anilao East, der bei Tauchern und Schnorchlern beliebt ist. Im Ort sind mehrere Tauchzentren ansässig, die Tauchausflüge an Tauchplätze in der Balayan-Bucht in der Nähe des Kap Bagalangit und in die Nähe der Insel Sombrero und Maricaban organisieren. Schnorchelmöglichkeiten gibt es in der Nähe der Strände Cemetery Beach, Red Palm Beach auf der Insel Maricaban und rund um den Sepok Point.